# Brockton (Montana)
Pour les articles homonymes, voir Brockton.
Brockton est une municipalité américaine située dans le comté de Roosevelt au Montana. Selon le recensement de 2010, sa population est de 255 habitants. La municipalité s'étend sur 0,23 milles carrés (0,6 km2).
La localité est fondée en 1909, malgré la présence d'installations ferroviaires depuis 1886. Brockton connaît une importante croissance lors de l'ouverture de la réserve indienne de Fort Peck aux Blancs. Elle devient une municipalité en 1952.